# Bumamuru FC
El Bumamuru FC es un equipo de fútbol de Burundi que juega en la Primera División de Burundi, la primera categoría nacional.

## Historia
Fue fundado en el año 2014 en la ciudad de Cibitoke y tres años después consigue el ascenso a la Primera División de Burundi por primera vezal vencer en una serie de playoff a Les Elephants.
En la temporada 2020/21 gana su primer título nacional luego de vencer en la final de la Copa de Burundi a Flambeau du Centre 3-1, y con ello su primera participación en un torneo internacional, en la Copa Confederación de la CAF 2021-22 en donde fue eliminado en la primera ronda por el Diables Noirs de República del Congo.

## Palmarés
- Primera División de Burundi: 1

2022/23
- Copa de Burundi: 2

2020/21, 2021/22

## Participación en competiciones de la CAF
| Temporada | Torneo                       | Ronda | Club              | Casa | Visita | Global |
| --------- | ---------------------------- | ----- | ----------------- | ---- | ------ | ------ |
| 2021/22   | Copa Confederación de la CAF | 1     | Diables Noirs     | 0-0  | 0-1    | 0-1    |
| 2022/23   | Copa Confederación de la CAF | 1     | Fasil Kenema SC   | 1-0  | 0-3    | 1-3    |
| 2023/24   | Liga de Campeones de la CAF  | 1     | CS Bendje         | 5-1  | 1-1    | 6-2    |
| 2023/24   | Liga de Campeones de la CAF  | 2     | Mamelodi Sundowns | 0-4  | 0-2    | 0-6    |